# Huehuetenango (flygplats)
Huehuetenango är en flygplats i Guatemala. Den ligger i den västra delen av landet, 130 km nordväst om huvudstaden Guatemala City. Huehuetenango ligger 1 901 meter över havet.
Terrängen runt Huehuetenango är varierad. Runt Huehuetenango är det ganska tätbefolkat, med 67 invånare per kvadratkilometer. Närmaste större samhälle är Huehuetenango.